# Cold Cave

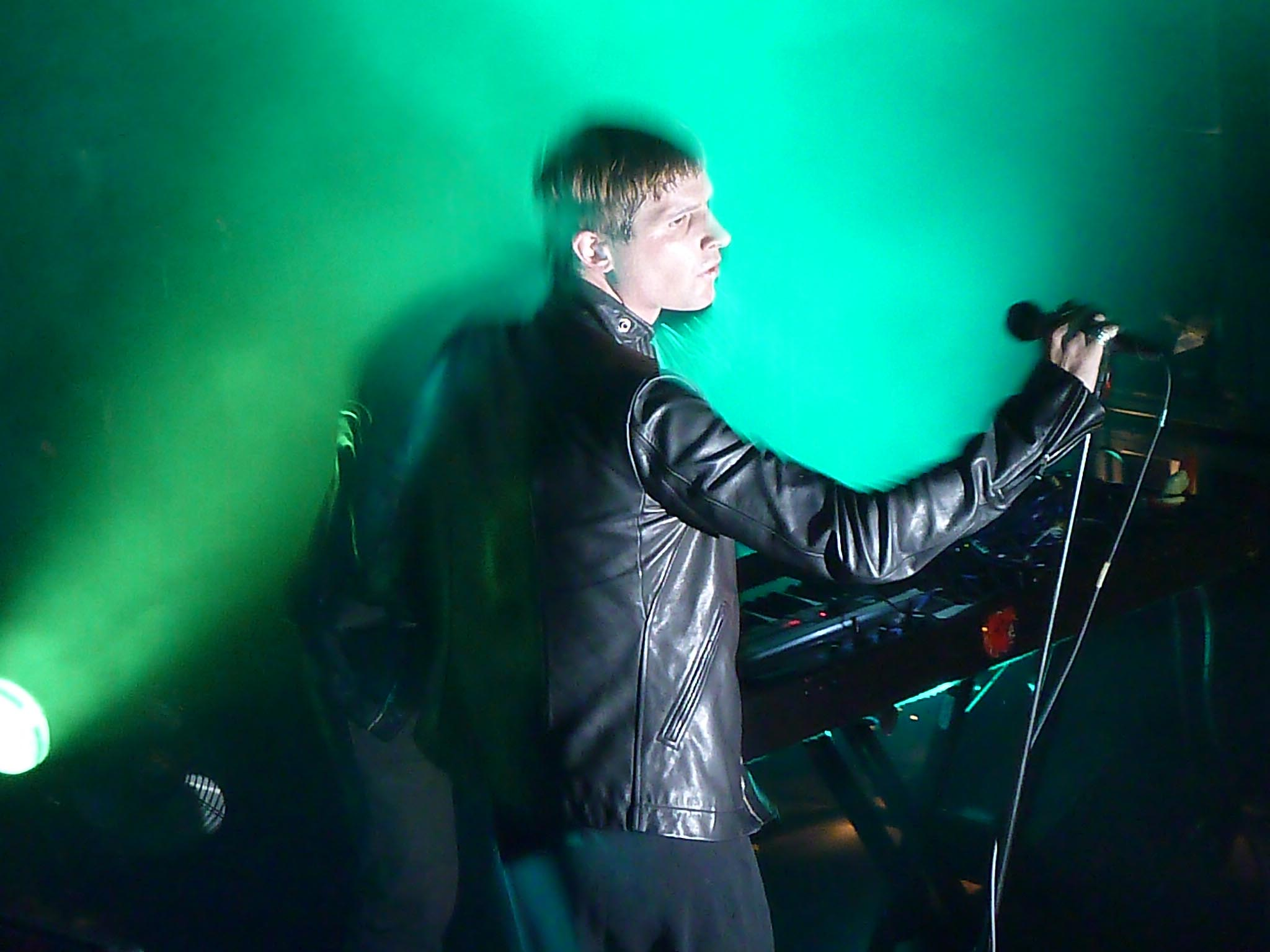
Wesley Eisold von der Band Cold Cave (2011)

Cold Cave ist eine US-amerikanische Dark-Wave-Band. Sie wurde 2007 von Wesley Eisold in Los Angeles gegründet.

## Werke

### Studioalben
- Love Comes Close (2009, Heartworm)
- Cherish the Light Years (2011, Matador)

### Kompilationen
- Cremations (2009, Hospital)
- Full Cold Moon (2014, Heartworm)

### EPs
- Coma Potion (2008, Heartworm)
- Painted Nails (2008, Hospital)
- Electronic Dreams (2009, Heartworm)
- Easel and Ruby (2009, What’s Your Rupture?)
- The Laurels (2009, Big Love Records)
- Death Comes Close (2009, Matador)
- Stars Explode (split with Prurient) (2010, Hospital)
- Life Magazine Remixes (2010, Matador)
- New Morale Leadership (2010, Hospital)
- Rebellion Is Over (collaboration with Genesis P-Orridge and Black Rain) (2015, Heartworm Press/Dais Records)
- You & Me & Infinity (2018, Heartworm Press)
- Fate in Seven Lessons (2021, Heartworm)